# Dekanat Rhön-Grabfeld
Das Dekanat Rhön-Grabfeld ist seit dem 1. Oktober 2021 eines von neun Dekanaten im römisch-katholischen Bistum Würzburg.
Es entstand im Zuge des Prozesses „Gemeinsam Kirche sein – Pastoral der Zukunft“ aus dem ehemaligen Dekanat Bad Neustadt.
Das Gebiet des Dekanats entspricht dem Landkreis Rhön-Grabfeld. Es grenzt im Nordwesten an das Bistum Fulda, im Nordosten/Osten an das Bistum Erfurt, im Süden an das Dekanat Haßberge und das Dekanat Schweinfurt sowie im Südwesten an das Dekanat Bad Kissingen.
Das Dekanat gliedert sich in die Pastoralen Räume Am Kreuzberg, Bad Königshofen i.Grabfeld, Bad Neustadt a.d.Saale und Mellrichstadt.
Dekan ist (Stand Januar 2024) Andreas Krefft, Pfarrer im Pastoralen Raum Bad Neustadt a.d.Saale. Sein Stellvertreter ist Jürgen Schwarz, Krankenhauspfarrer am Rhön-Klinikum und mitarbeitender Priester im Pastoralen Raum Bad Neustadt a.d.Saale. Verwaltungssitz ist Bad Neustadt an der Saale.